# Жан Паул (награда)
Литературната награда „Жан Паул“ (на немски: Jean-Paul-Preis) е учредена от провинция Бавария и се присъжда на всеки две години.
Наградата чества поета Жан Паул и е в размер на 15 000 €. Присъжда се за цялостно творчество на немскоезичен писател.

## Носители на наградата (подбор)
- Фридрих Дюренмат (1985)
- Бото Щраус (1987)
- Хорст Бинек (1989)
- Херман Ленц (1991)
- Гертруд Фусенегер (1993)
- Зигфрид Ленц (1995)
- Гюнтер де Бройн (1997)
- Томас Хюрлиман (2003)
- Сара Кирш (2005)
- Бригите Кронауер (2011)
- Петра Морсбах (2013)
- Герхард Рот (2015)
- Александер Клуге (2017)